# Sentinel Butte
Sentinel Butte è un centro abitato (city) degli Stati Uniti d'America, situato nella Contea di Golden Valley, nello Stato del Dakota del Nord. Nel censimento del 2000 la popolazione era di 62 abitanti. La città è stata fondata nel 1902.

## Geografia fisica
Secondo i rilevamenti dell'United States Census Bureau, la località di Sentinel Butte si estende su una superficie di 2,90 km², tutti occupati da terre.

## Popolazione
Secondo il censimento del 2000, a Sentinel Butte vivevano 62 persone, ed erano presenti 28 gruppi familiari. La densità di popolazione era di 21,3 ab./km². Nel territorio comunale si trovavano 71 unità edificate. Per quanto riguarda la composizione etnica degli abitanti, il 100% era bianco.
Per quanto riguarda la suddivisione della popolazione in fasce d'età, il 19,4% era al di sotto dei 18, il 3,2% fra i 18 e i 24, il 16,1% fra i 25 e i 44, il 27,4% fra i 45 e i 64, mentre infine il 33,9% era al di sopra dei 65 anni di età. L'età media della popolazione era di 50 anni. Per ogni 100 donne residenti vivevano 100,0 maschi.